# Popcorn (Gershon Kingsley)
Popcorn (anche riportato con la grafia pop corn) è un brano elettronico e strumentale del compositore statunitense di origini tedesche Gershon Kingsley, pubblicato per la prima volta nel suo album Music to Moog By del 1969.
Popcorn diverrà un successo internazionale nella versione internazionale degli Hot Butter del 1972; seguiranno oltre cinquemila interpretazioni di altri artisti.

## Descrizione
Popcorn fa parte di una lunga serie di novelty strumentali per sintetizzatore Moog, che caratterizzarono la popular music tra gli anni sessanta e gli anni settanta. Il brano e il suo titolo sono ispirati al suono di una macchinetta dei pop corn in funzione; il titolo della traccia è un misto delle parole pop, in riferimento alla musica pop e corn, indicante qualcosa di kitsch. Popcorn viene considerata un'antesignana della disco music elettronica e del synth pop.
In un articolo pubblicato su Reuters nel 2010, Kingsley paragonò la semplicità del brano a «una melodia classica; la si potrebbe tranquillamente inserire in un pezzo di Bach. È molto trasparente - è come se non fosse possibile cambiare una melodia di Mozart.» Nel medesimo articolo, Kingsley asserì di aver impiegato cinque minuti per comporre la traccia.

## Cover

### Cover degli Hot Butter
La cover di Popcorn degli Hot Butter di Stan Free (anche membro dei First Moog Quartet di Kingsley), venne pubblicata nel 1972. Tale traccia venne anch'essa eseguita con il Moog, ma presenta sonorità più bubblegum rispetto a quella di Kingsley.
La cover degli Hot Butter ebbe enorme successo, piazzandosi al primo posto delle classifiche in tutta Europa, nelle top 10 delle classifiche di Stati Uniti e Australia e vendette due milioni di copie, uno dei quali nella sola Germania.

### Cover di Crazy Frog
Nel 2005 venne pubblicata una cover di Crazy Frog, arrangiata da Jamba! e promossa come suoneria per i cellulari. 
Pur non eguagliando il successo degli Hot Butter, la versione di Crazy Frog ebbe comunque notevole fortuna, specialmente in Francia. Il 24 settembre 2005, la traccia si inserì alla prima posizione della casistica francese (che era precedentemente stata raggiunta da Axel F, anch'essa di Crazy Frog) e vendette 71.777 copie nell'arco di due settimane. Il singolo venne certificato disco di diamante dal Syndicat national de l'édition phonographique tre mesi dopo il suo lancio; l'agosto del 2014 la cover di Popcorn di Crazy Frog venne considerata, grazie alle sue 458.000 copie vendute in Francia, la traccia più venduta nel ventunesimo secolo in tale paese. Il brano giunse anche al primo posto di Belgio, Nuova Zelanda e Spagna.

### Altre cover
Nel 1970, prima ancora di pubblicare il successo con gli Hot Butter, Stan Free aveva edito una meno nota cover di Popcorn con i First Moog Quartet, un gruppo fondato da Kingsley nel 1969. Oltre ad essa si segnalano quella de La Strana Società, uscita con il titolo Pop Corn sul lato A del 45 giri Pop Corn/Nel giardino di Tamara (1972), che raggiunse il secondo posto nella classifica settimanale dei singoli più venduti in Italia ed il settimo posto in quella dei più venduti dell'anno; quella di Jean-Michel Jarre, edita con lo pseudonimo Pop Corn Orchestra (1972); quella degli Apollo 100, comparsa nel loro album Master Pieces (1972); quella di Herb Alpert & the Tijuana Brass, registrata negli anni settanta ma edita decenni più tardi; nonché quella della Mescherin's Orchestra di Vyacheslav Mescherin, contenuta nell'album easyUSSR (2001), pubblicato in Russia e Ucraina.